# Sekili, Yerköy
Sekili là một thị trấn thuộc huyện Yerköy, tỉnh Yozgat, Thổ Nhĩ Kỳ. Dân số thời điểm năm 2010 là 778 người.